# Snåsavatnet
Snåsavatnet (oder Snåsavatn) ist der Name des sechstgrößten Binnensees Norwegens und befindet sich in den Kommunen Steinkjer und Snåsa nordöstlich der Stadt Steinkjer in Trøndelag.
Der Snåsavatnet bietet gute Angelmöglichkeiten für Forelle, Saibling und Quappe. Der Fangrekord für die größte Forelle liegt bei 12,7 kg im Jahr 1988.